# Suicidio de Hamed Nastoh
Hamed Bismel Nastoh (18 de diciembre de 1985 - 11 de marzo de 2000) fue un estudiante de secundaria canadiense de origen afgano que se suicidó saltando del puente de Pattullo debido al acoso que sufrió en su escuela.

## Primeros años
Hamed Nastoh asistió a la Escuela Secundaria Enver Creek en Surrey, Columbia Británica, junto con su hermano Abdullah. Nastoh fue descrito como un estudiante inteligente al que le gustaban las películas de terror, la lectura, el baile y la música. Nastoh, entonces de 14 años, fue acosado. En una nota escribió que la escuela secundaria fue terrible para él, todos en su escuela lo llamaban gay, marica, homosexual, cuatro ojos y narizotas, porque sus calificaciones promedio estaban por encima del 90 por ciento. Dejó una nota de suicidio que decía «Me odio por haceros esto», le escribió a sus padres, «Realmente, realmente me odio a mí mismo, pero no tengo otra salida.»  
La familia Nastoh vivía en la calle 143 de Surrey, a unos 10 kilómetros del puente Pattullo, que cruza el río Fraser y une Surrey y New Westminster. A las 5 de la tarde, la madre, el padre y el hermano menor de Nastoh, David, se fueron a pasar el rato con un vecino. Hamed y su hermano mayor, Abdullah, se quedaron en casa. Una hora después, Abdullah se fue a duchar, entonces Hamed sin decir nada, se dirigió, probablemente en autobús, al puente Pattullo. Cuando Hamed llegó al puente, saltó al agua.

## Investigación
Cuando Abdullah salió de la ducha, se dio cuenta de que Hamed había desaparecido. Llamó a sus padres y su padre, Kirim, se apresuró a volver a su casa para ver qué había pasado. Al encontrar la nota, telefoneó a la Real Policía Montada de Canadá. Hamed no dio pistas sobre cómo pensaba suicidarse y la Real Policía Montada del Canadá centró su búsqueda en el área inmediatamente alrededor de la casa de los Nastoh.  
Al día siguiente, la policía encontró su cuerpo en el río Fraser, justo al sur del puente Pattullo. Llevaba una mochila Nike azul llena de rocas para hundirse rápido. Según el informe del forense, «fueron innecesarias». Hamed Nastoh murió de una contusión al golpear el agua a unos 108 kilómetros por hora. La única marca visible fue un pequeño rasguño en la nariz.  
Una semana antes de su muerte, Hamed había asistido a una charla de concienciación sobre el suicidio en la Escuela Secundaria Enver Creek, impartida por una madre que había perdido a su hijo. En su nota, Hamed escribió que les había dado una "pista" a sus padres cuando mencionó que la oradora había dicho que las personas suicidas dan pistas.

## Consecuencias e impacto en las escuelas.

### Cursos de homosexualidad en la escuela secundaria
El suicidio de Hamed arrojándose desde el Puente Patullo hizo que el Gobierno de Columbia Británica programara un curso sobre cuestiones de homosexualidad en el grado 12. Este curso se desarrolló en 2007 y es opcional para estudiantes de secundaria de grado 12.
El curso se programó con la intención de evitar un juicio ante el Tribunal de Derechos Humanos de Columbia Británica, que al considerar las quejas de una pareja homosexual, llegó a la conclusión de que las escuelas secundarias de Columbia Británica son culpables al no tratar el tema de la identidad sexual en los planes de estudio.
Como respuesta, el Partido Liberal de Canadá acordó con el Gobierno de Columbia Británica desarrollar este curso, que trata el tema de la tolerancia, especialmente en lo que se refiere a áreas como la orientación sexual, el origen étnico y la raza. Sin embargo, el curso no será obligatorio en 37 escuelas secundarias independientes en Columbia Británica que representan a más de 8,000 estudiantes.

### Unión contra el acoso escolar de Hamed Nastoh
Hamed mencionó en su nota de suicidio que la oradora debería dar la charla en todas las escuelas secundarias de Surrey. Quería que otros estudiantes supieran que todas las formas de acoso pueden tener un impacto negativo en la víctima. Al leer su mensaje, Nasima formó la Unión Anti-Bullying de Hamed Nastoh, para crear conciencia sobre el bullying en las escuelas primarias y secundarias y ayudar a los padres de niños que sufren bullying. Nasima ha presentado la historia del suicidio de Hamed en numerosas escuelas canadienses en Abbotsford, Hope, Mission, New Westminster, North Vancouver, Richmond, Surrey, Vancouver y Whistler.
Su madre afirma que el mensaje es claro y simple: "El suicidio no es la solución". Usando la nota de suicidio de su hijo para mostrar cuánto sufrió en la escuela secundaria antes de suicidarse, Nasima espera brindar apoyo a los adolescentes y a la comunidad y asegurarles que no están solos. Nasima dice: «Busca ayuda. Si no se habla de ello, nadie puede saberlo», señalando que los niños y adolescentes tienen miedo de ser intimidados si dan cuenta de la situación a sus padres o maestros. Nasima dice que la Unión Anti-Bullying de Hamed Nastoh le ha dado confianza para superar su agonía y su miseria.